# العريشة
العريشة بلدية تقع في أقصى جنوب ولاية تلمسان وتعتبر نقطة تقاطع بين ثلاث ولايات: تلمسان في الشمال، سيدي بلعباس إلى الشرق وفي الجنوب النعامة وعلى جهة الغرب الحدود مع دولة المغرب الأقصى. يبلغ عدد سكانها أكثر من 6673 نسمة (إحصاء 2008) تبعد عن مركز دائرة سبدو والتي تتبعها بـ 46 كلم وبـ 85 كلم عن مقر الولاية. لقد تم ترقيتها إلى مقاطعة إدارية وذلك في اجتماع لمجلس الوزارء برائاسة رئيس الجمهورية.

## الجغرافيا والمناخ
34° 13' 19«شمالا، 1° 15' 35» غربا
مع مناخها الشبه القاحل وموقعها في منطقة السهوب يجعل منها منطقة رعوي بالدرجة الأولى مما جعل لتربية الأغنام هو المورد الرئيسي للمنطقة بحيث لا يمثل نسبة الأرض الصالحة للفلاحة إلاّ 14.5% بمساحة تقدر بـ10700 هكتار من ما مجموعه736.92 كم2.وبمرور واد فصلي يقطع العريشة من الشرق إلى الغرب ويفيض كل سنة تقريبا فتمتلا به الآبار ولكنه كثيرا يكون لفيضانه نتائج وخيمة كما هو الحال في سنة 1984 حيث توفي رجل اسمه بلقاسم فسميت الحملة باسمه أو ما حدث في 2008 حيث هدمت الكثير من المنازل واضطر اهلها لهجرها لعدة ساعات
كلفت لجان مختلفة لمعاينة ميدانية للأضرار الفيضانات التي شهدتها بلدية «العريشة» في الشهر وجرد مختلف الاضرار، حيث احصى مكتب المراقبة التقنية للدائرة بسبدو تضرر 345 بناية، منها 197 مسكنا بحاجة عاجلة للترميم حولت إلى مصالح الولاية التي أحالتها بدورها إلى خلية الازمة الوطنية في انتظار اتخاذ اجراءات لتعويض المتضررين سواء عن طريق اعانات مادية للترميم أو الترحيل بعد برمجة مشاريع سكنية للبلدية.
ومن جهة أخرى خصصت الولاية غلافا ماليا يقدر بـ 29 مليار و700 مليون سنتيم لإنجاز 3 مشاريع كبرى لحماية بلدية العريشة من الفيضانات أو الكوارث الاخـرى.وقد خصص مبلغ 3.700 مليار سنتيم لانجاز جسر وسط البلدية و10 ملايير سنتيم لحماية واقامة حواجز على ضفاف وادي العريشة و16 مليارا لمشروع شبكة الصرف الصحي وصرف مياه الأمطار التي تضررت من خلال تساقطها.
واما المناخ فهو قاس: حارة في الصيف يفوق 40° درجة وبارد في فصل الشتاء مع نزول درجات الحرارة إلى أقل من 0° درجة مما يؤدي إلى سقوط السقيع ليلا.
وتستقر العريشة تحت كنف جبل مكايدو والذي يكتسي حلة من أخضر شجر الصنوبر كما غرس على جنبات القرية شمالا وفي إطار التشجير في السبعينات بالغابة من نفس الاشجار اما في العهد الاستعماري فكانت للعريشة محاطة بعدة حدائق لم بقى منها سوى حديقتين الحديقة السفلى «التحتانية» والحديقة العليا«الفوقانية». كان يبلغ

## السكان
بلغ عدد سكان العريشة في 1987 3108 نسمة لينتقل إلى 4831 نسمة أي بارتفاع قياسي بحولي 1723 نسمة وبمعدل بلغ 55.4% أي بـ5% سنويا، وفي 2003 ارتفع العدد ليصل في حدود 7734 نسمة. ليفوق اليوم 10.000 نسمة كما يجدر الإشارة إلى تذبذب عدد السكان حسب المواسم وذلك بدخول وخروج البدو الرحل منها.

## التركيبة الاجتماعية للبلدية
تشكل القبيلتان (حميان واولاد نهار) النسبة الأكبر من قبائل العريشة. نظرا للتقسيم الذي كانت فرنسا تفتعله بحيث اعطت للعريشة «قايدين»: «قايد» لأولاد نهار و«قايد» لاحميان. ولكن في الوقت الحالي أصبحت هذه
التقسيمة القبلية شبه منعدمة نظرا للتعاملات التجارية والعملية بين القبيلتين، ويشمل الشمال القرية كل من أولاد نهارالشراقة، العمور والشرفة وغيرهم وفي الجنوب احميان.

## التاريخ
أسست العريشة رسميا عام 1880 على يد جنرالات فرنسا ولم يكن يسكنها قبل ذلك إلا مجموعة من البدو الرحل الذين استغلوا نباتاتها الوفيرة آنذاك والمتنوعة من الحلفاء والحرمل والديس وغيرها من نباتات المنطقة الغنية لتربية المواشي.
واستقر فيها مجموعة من المستعمرين وكما بني مركز للدرك الوطني وانتقل إلى هناك مجموعة من سكان تلمسان المدينة ليسقروا بها وليمارسوا التجارة مع أهلها من الرحل. ثمما لبث أن استقر مجموعة من الاهالي ليكونوا النواة الأولى لهته القرية.

## الاقتصاد
تعتبر تربية المواشي وخاصة منها اتربية الأغنام مع بعض الرؤوس من الابقار ومشتقاتها من صوف وحليب واجبان وصناعة الزرابي ووالاغطية الصوفية أهم النشاطات بهذه المنطقة وإن كانت هناك زراعة ولكن بشكل محتشم للحبوب العلفية والقمح وبعض الخضر إلا انها تعتمد بشكل كبير على ما تجود بها مدن الشمال في ما يخص الخضر والفواكه كما تعبر الممون الرئيس للحوم الضأن لمدن الشمال مما يعطي للمنطقة جوا خاصا في أيام المواسم الخاصة كالاعياد وخاصة عيد الاضحى ورمضان ومواسم الاعراس.

## الهياكل الرئيسية
تتكون أهم هياكل القرية من مقر البلدية. مركز للبريد، مركز للدرك الوطني وآخر للجمارك وحرس الحدود.
ويوجد ثلاث مدارس ابتدائية وإكمالية للتعليم المتوسط. ومسجدين، الأول بني في الثلالثينات القرن لماضي والآخر جديد لايزال تحت التشييد والذي يمتاز بهندسة جميلة ومبتدعة.
والحياة عامة هادئة في البلدة ولا يحركهاإلا السوق الأسبوعية التي تقام كل يوم خميس والذي يمثل نقطة التقاء لمجموع سكان البادية من الرحّل الذين يستقرون على حواف القرية وشركة 1930. القدم في مركز للصحة العمومية يديرها طبيبين، وجراح أسنان، قابلة و06 ممرضين تحت إدارة وزراة الصحة والسكان.

## البنية التحتية
تمتلك القرية شبكة كهرباء ومركز للتزود بمياه الشرب.وشبكة الهاتف الثابت وكل شبكات الهاتف النقال وعلى بعد 34 كم من غرب وعلى الحدود المشتركة مع المغرب يوجد توربينات ضخ الغاز الطبيعي عبر خط أنابيب الأورومتوسطي.